# Astiarcha
Astiarcha är ett släkte av fjärilar. Astiarcha ingår i familjen praktmalar, Oecophoridae.
Kladogram enligt Catalogue of Life:
| Astiarcha | \| \| Astiarcha aureatella \| \| \| \| \| \| Astiarcha praedives \| \| \| \| |
|           | \| \| Astiarcha aureatella \| \| \| \| \| \| Astiarcha praedives \| \| \| \| |
|           | Astiarcha aureatella                                                         |
|           |                                                                              |
|           | Astiarcha praedives                                                          |
|           |                                                                              |